# Turó de Can Ribes
El Turó de Can Ribes és una muntanya de 174 metres que es troba al municipi de Granollers, a la comarca del Vallès Oriental.